# Rachel Chagall
Rachel Chagall (Nueva York; 24 de noviembre de 1952) es una actriz estadounidense conocida por interpretar papeles como Gaby en la película Gaby: A True Story (película por la que fue nominada al Globo de oro a la mejor actriz-Drama) y como Val Toriello en The Nanny (1993-1999).

## Vida y carrera
Nacida bajo el nombre de Rachel Levin, nació en la ciudad de Nueva York el 24 de noviembre de 1952 en el seno de una familia judía.
En 1982 fue víctima del síndrome de Guillain-Barré, sin embargo consiguió recuperarse de dicha enfermedad y para 1987 pudo interpretar (aún bajo el nombre de Rachel Levin) el papel protagónico como Gabriela Brimmer en la película Gaby: A True Story, papel por el que fue nominada al globo de oro a la mejor actriz-drama.
Quizás su papel más conocido sea el de Val Toriello en la serie de televisión de los noventa The Nanny , su esposo Greg Lenart fungió como director de escena en dicha serie y con él tuvo dos mellizos nacidos el 19 de marzo de 1999 llamados Eva y Jonah.
Tuvo apariciones especiales en Just Shoot Me! y en Strong Medicine. También tuvo un papel en What I Like About You . White Palace (1990) como Rachel además de aparecer en The Last Supper (1995). El 6 de diciembre de 2004 Chagall se reunió con sus compañeros de The Nanny en un especial titulado The Nanny Reunion: A Nosh to Remember.

## Filmografía
| Año       | Título                                | Papel                | Notas                                                            |
| --------- | ------------------------------------- | -------------------- | ---------------------------------------------------------------- |
| 1987      | Gaby: una historia real               | Gaby                 | Nominada: Globo de Oro a la mejor actriz - Drama cinematográfico |
| 1990      | White Palace                          | Rachel               |                                                                  |
| 1993–1999 | The Nanny                             | Val Toriello         | 79 episodios                                                     |
| 1995      | The Last Supper                       | Activista pro aborto |                                                                  |
| 1998      | The Simple Life                       | Ella misma           |                                                                  |
| 2001      | Odessa or Bust                        | Agente declinante    |                                                                  |
| 2001      | Just Shoot Me!                        | Tía Mindy            | 1 episodio: Sid & Nina                                           |
| 2004      | Strong Medicine                       | Renee Edwards        | 1 episodio: Like Cures Like                                      |
| 2004      | The Nanny Reunion: A Nosh to Remember | Ella misma           |                                                                  |
| 2006      | What I Like About You                 | Dama de chocolate    | 1 episodio: Now y Zen                                            |